# TOHOシネマズスカラ座
TOHOシネマズスカラ座（とうほうシネマズ スカラざ、TOHO CINEMAS SCALA-ZA）は2000年12月16日から2018年2月23日まで東京都千代田区有楽町1-1-3の東京宝塚ビル地下1階に在ったTOHOシネマズ株式会社が経営・運営する映画館。現在のTOHOシネマズ日比谷・スクリーン12にあたる。

## 沿革
- 2000年12月16日：新築となった東京宝塚劇場ビル地下1階に「日比谷スカラ座1・2」開場。スカラ座1のこけら落としは『シックス・デイ』（ロジャー・スポティスウッド監督）。
- 2001年7月20日：スカラ座1にて『千と千尋の神隠し』（宮崎駿監督）封切。半年に及ぶロングランを記録した。
- 2005年4月1日：旧東宝会館地下1階にあったみゆき座の閉館に伴い、スカラ座2がみゆき座に改称。これに伴いスカラ座1が「スカラ座」に戻る。
- 2006年10月1日：運営会社がTOHOシネマズ株式会社に移管される。
- 2009年2月3日：館名を「TOHOシネマズスカラ座」に改称。
- 2018年
  - 2月23日：この日まで上映された『祈りの幕が下りる時』（福澤克雄監督）を最後に、TOHOシネマズスカラ座としての営業を終了。
  - 3月29日：スクリーン名を「TOHOシネマズ日比谷 Screen12」に改称。座席数が656から491に減少するが、VIVEオーディオ対応になる。

## スクリーン
| スクリーン | 座席数      | 車いす席 | 特別仕様                                             | 音響設備                         | フロア              |
| ---------- | ----------- | -------- | ---------------------------------------------------- | -------------------------------- | ------------------- |
| スカラ座   | 654→489→467 | 2        | VIVEオーディオ、プレミアムボックスシート(2023年より) | 6.1chサラウンドEX 5.1chDTS、SDDS | 東京宝塚ビル地下1階 |

## 概要
2000年12月に新築された東京宝塚劇場ビルの地下1階に再オープン。オープンした時はスカラ座1・2の2館体制で構成されていた。劇場内の椅子の色は1が青で、2が赤である。しかし、2005年3月31日にみゆき座が閉館したため、同年4月1日にスカラ座2が「みゆき座」の名称を継承する形で改称し、それに伴いスカラ座1が「スカラ座」となった。
2006年10月1日、東宝株式会社は映画興行部門をTOHOシネマズ株式会社へ吸収分割させた。このため、本施設の運営はTOHOシネマズが引き継くことになった。その後2009年2月3日から「TOHOシネマズスカラ座」の名称に変更され、TOHOシネマズ名のシネコン同様にインターネットチケット販売「vit」、ポイントカード「シネマイレージカード」が導入された。
スカラ座・みゆき座に降りていく階段の屋根周囲は電光掲示板になっている。東宝の直営だった時代は電光掲示板が利用され、公開中の映画を案内していたが、TOHOシネマズに経営権が譲渡されて以降は使用されていない。そのため、TOHOシネマズに経営譲渡されて以降に当劇場に来館するようになった観客で、これが電光掲示板であることを知っている者は少ない。現在はその痕跡のみが残されている状態である。
2018年3月に開業する東京ミッドタウン日比谷内にTOHOシネマズ日比谷が開業するのに合わせて、みゆき座と共に改修しTOHOシネマズ日比谷に合併、一体運営されることになった。スカラ座は『TOHOシネマズ日比谷 SCREEN12』、みゆき座は『TOHOシネマズ日比谷 SCREEN13』に、それぞれ改称され、1955年7月から約63年続いた「スカラ座」の名称が消滅した。映画ファンの中には、建物が別であることや、60年以上も名乗ってきた伝統ある「スカラ座」「みゆき座」の名称が無くなることから、『TOHOシネマズ 日比谷』への集約に反対意見を示す意見も多くあった。

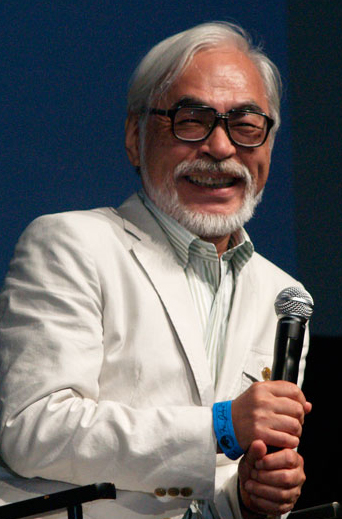
スカラ座で4作品の監督映画が上映された宮崎駿監督

本施設は東宝の洋画系で最大のチェーンマスターであったため、常に洋画の大作・話題作が封切られていた。稀にスタジオジブリ作品など、大ヒットが予想されている邦画も多く封切していた。当劇場はジブリ映画との繋がりが強く「日比谷スカラ座」としてリニューアルオープンして以降『千と千尋の神隠し』『ハウルの動く城』『崖の上のポニョ』『借りぐらしのアリエッティ』『コクリコ坂から』『風立ちぬ』『思い出のマーニー』が当劇場をメイン劇場として封切られ、その都度当劇場で舞台挨拶が行なわれてきた。東宝の本拠である東京宝塚劇場の敷地内に同居している劇場ということもあり、東宝系映画館の筆頭劇場に挙げられ、上述したジブリ映画のみならず、他の作品でも舞台挨拶イベントが多く行われることで知られる。また、東宝系の映画の上映館に当劇場が含まれる場合、各映画の公式サイトにおける東京都の上映館一覧には当劇場が必ずトップでクレジットされていた。なお、この上映館一覧でのトップクレジットは『TOHOシネマズ 日比谷』に集約された現在も継承されており、現在は「TOHOシネマズ 日比谷」の名称でのトップクレジット表示となっている。ただし、必ずトップクレジットされるわけではなくなってきている。
2018年3月29日に「TOHOシネマズスカラ座」が「TOHOシネマズ日比谷 screen12」、「TOHOシネマズみゆき座」が「TOHOシネマズ日比谷 screen13」に改称され、劇場名としての「スカラ座」「みゆき座」は消滅した。ただし、TOHOシネマズの公式見解としてはスカラ座・みゆき座ともに閉館扱いはしていないため「TOHOシネマズ日比谷」が後継劇場という扱いである。

## 主な上映作品

### 再オープン以降（2000年12月 - 2009年1月）
- 2000年 シックス・デイ（リニューアル後の第1作）
- 2001年 クリムゾン・リバー、JSA、千と千尋の神隠し、バニラ・スカイ
- 2002年 地獄の黙示録（特別完全版）、ビューティフル・マインド、スター・ウォーズ エピソード2/クローンの攻撃（日劇1(現・TC日劇スクリーン1)と同時上映）、K-19
- 2003年 8 Mile、デアデビル、踊る大捜査線 THE MOVIE 2 レインボーブリッジを封鎖せよ!、リーグ・オブ・レジェンド、すべては愛のために
- 2004年 ピーター・パン、シュレック2、ヴァン・ヘルシング、シークレット ウインドウ、ハウルの動く城
- 2005年 ハイド・アンド・シーク 暗闇のかくれんぼ、宇宙戦争、四月の雪、ドミノ、春の雪、ダーク・ウォーター、Mr.&Mrs. スミス
- 2006年 オリバー・ツイスト、エミリー・ローズ、LIMIT OF LOVE 海猿（日劇2(現・TCシネマズ日劇スクリーン2)からムーブオーバー）、カーズ、X-MEN:ファイナル ディシジョン、ブラック・ダリア、プラダを着た悪魔
- 2007年 幸せのちから、ナイト ミュージアム、バベル、プレステージ、西遊記、HERO、バイオハザードIII、サーフズ・アップ
- 2008年 アース、エリザベス:ゴールデン・エイジ、マイ・ブルーベリー・ナイツ、スパイダーウィックの謎、ランボー/最後の戦場、奇跡のシンフォニー、崖の上のポニョ、ウォーリー
- 2009年 感染列島

### TOHOシネマズ スカラ座に館名変更後（2009年2月 - 2018年2月）
- 2009年 感染列島（公開期間中に館名変更）、オーストラリア、マーリー 世界一おバカな犬が教えてくれたこと、ワルキューレ（TOHOシネマズ日劇スクリーン1からムーブオーバー）、バーン・アフター・リーディング、消されたヘッドライン、愛を読むひと、アマルフィ 女神の報酬、BALLAD 名もなき恋のうた、沈まぬ太陽、パブリック・エネミーズ
- 2010年 サロゲート（公開最終盤の2月19日よりTOHOシネマズ有楽座からムーブオーバーの『Dr.パルナサスの鏡』と入れ替えで上映）、パーシー・ジャクソンとオリンポスの神々、ハート・ロッカー（当初はTOHOシネマズみゆき座で上映されていたが、第82回アカデミー賞で作品賞・監督賞を含め計6部門を受賞したため、急遽『パーシー・ジャクソン』と入れ替えて上映）、シャッター アイランド、グリーン・ゾーン、アイアンマン2、借りぐらしのアリエッティ、雷桜、SP THE MOTION PICTURE 野望篇、ノルウェイの森
- 2011年 GANTZ、SP THE MOTION PICTURE 革命篇、GANTZ:PERFECT ANSWER、X-MEN:ファースト・ジェネレーション、ブラック・スワン（TOHOシネマズ日劇スクリーン1からのムーブオーバー）、コクリコ坂から、『オペラ座の怪人』25周年記念公演 in ロンドン、三銃士/王妃の首飾りとダ・ヴィンチの飛行船（3D上映）、タンタンの冒険/ユニコーン号の秘密（3D上映）、ステキな金縛り（TOHOシネマズ日劇スクリーン1、TOHOシネマズシャンテからのムーブオーバー）
- 2012年 ALWAYS 三丁目の夕日'64、LIAR GAME REBORN -再生-、タイタニック 3D、僕等がいた 後篇、幸せの教室、幸せへのキセキ、メン・イン・ブラック3（3D上映、TOHOシネマズ日劇・スクリーン1からのムーブオーバー）、BRAVE HEARTS 海猿、踊る大捜査線 THE FINAL 新たなる希望、のぼうの城、ジーザス・クライスト＝スーパースター、フランケンウィニー（3D / 2D上映）
- 2013年 テッド、脳男、プラチナデータ、図書館戦争、G.I.ジョー バック2リベンジ、風立ちぬ、パーシー・ジャクソンとオリンポスの神々/魔の海（3D上映）、スティーブ・ジョブズ（TOHOシネマズ日劇からのムーブオーバー）、REDリターンズ
- 2014年 トリック劇場版 ラストステージ、エージェント:ライアン、それでも夜は明ける（TOHOシネマズみゆき座との入替上映）、神様のカルテ2、アナと雪の女王、X-MEN:フューチャー&パスト、DOCUMENTARY of AKB48 The time has come 少女たちは、今、その背中に何を想う?、思い出のマーニー、ガーディアンズ・オブ・ギャラクシー（TOHOシネマズ日劇からのムーブオーバー）、美女と野獣、寄生獣
- 2015年 シン・シティ 復讐の女神、ベイマックス（TOHOシネマズ有楽座からのムーブオーバー）、チャーリー・モルデカイ 華麗なる名画の秘密、風に立つライオン、寄生獣 完結編、予告犯、バケモノの子、アンフェア the end、図書館戦争 -THE LAST MISSION-、ラスト・ナイツ、I LOVE スヌーピー THE PEANUTS MOVIE、スター・ウォーズ/フォースの覚醒
- 2016年 ブリッジ・オブ・スパイ、オデッセイ、エヴェレスト 神々の山嶺、シビル・ウォー/キャプテン・アメリカ、高台家の人々、インデペンデンス・デイ: リサージェンス、X-MEN:アポカリプス、キング・オブ・エジプト、シン・ゴジラ（ムーブオーバー）、BFG: ビッグ・フレンドリー・ジャイアント（TOHOシネマズ日劇スクリーン1からのムーブオーバー）、ジェイソン・ボーン、ジャック・リーチャー NEVER GO BACK、ぼくは明日、昨日のきみとデートする
- 2017年 沈黙 -サイレンス-、トリプルX:再起動、ラ・ラ・ランド（『トリプルX:再起動』と入れ替えで上映）、SING/シング（字幕版 / 日本語吹き替え版）、LION/ライオン 〜25年目のただいま〜、ガーディアンズ・オブ・ギャラクシー:リミックス、パトリオット・デイ、ハクソー・リッジ、メアリと魔女の花、三度目の殺人、バリー・シール/アメリカをはめた男、火花、カンフー・ヨガ
- 2018年 オリエント急行殺人事件（TOHOシネマズ日劇からのムーブオーバー）、パディントン2、祈りの幕が下りる時

## 受賞歴
- 第11回SDA賞（日本サインデザイン協会）